# Santiago Rubio
Santiago Rubio Rubio (f. 1931) fue un político radical chileno. Fue diputado por Rancagua entre 1926 y 1930.

## Biografía
Sus estudios los realizó en el Liceo de Rancagua.
En las elecciones parlamentarias de 1926 fue elegido diputado por la 9ª circunscripción departamental de Maipo, Rancagua y Cachapoal por el período 1926 a 1930. Integró las comisiones de Presupuestos y Decretos Objetados, de Industria y Comercio y la de Vías y Obras Públicas, las dos últimas como reemplazante.
Su preocupación constante fue establecer el divorcio legal en Chile. Estudió minuciosamente el tema. En mayo de 1927 presentó su proyecto de ley, en una de las sesiones con una completa exposición de antecedentes recopilados tanto del país como del extranjero. Su proyecto tenía 19 artículos. Defendía su postura diciendo que:

[L]a población del mundo se calcula en 1,590 millones y el divorcio existe en países con una población de 1,473 millones; la población de Europa es de 454 millones y el divorcio existe en países de una población de 393; [por tanto] la natalidad no disminuye en los países de matrimonios divorciados.
Diccionario histórico, biográfico y bibliográfico de Chile (1931).

Finalmente, su proyecto fue rechazado. Cesó en su cargo en 1930 y falleció al año siguiente.